# Vase Čarapića (Bělehrad)
Vase Čarapića (v srbské cyrilici Васе Чарапића, lidově známá jen jako Vasina/Васина) je ulice v srbské metropoli Bělehradu. Pojmenována je po srbském hajdukovi Vasu Čarapićovi.

## Trasa
Ulice spojuje Náměstí republiky ve středu města se Studentským náměstím u budovy rektorátu Bělehradské univerzity. Jedná se o rušnou dopravní třídu, vede zde trať trolejbusové sítě.

## Historie
V dobách turecké nadvlády nad městem se zde nacházel Horní trh (srbsky Gornja čaršija).
Svůj název měla ještě před první světovou válkou, na Rakousko-uherských mapách Bělehradu se jako Vasina objevuje. Byla jednou z prvních ulic, kde byla zavedena tramvajová doprava, později byla trať nicméně zrušena. Na přelomu 2. a 3. dekády procházela třída rekonstrukcí. Přilehlé ulice byly přestavěny jako pěší zóny a sama Vasina se měla stát Ulicí kultury.

## Významné budovy
- Budova Kapetana Miši, kde se dnes nachází rektorát Bělehradské univerzity
- bývalá budova společnosti Jugodrvo, dnes hotel.